# منطقة (تقسيم إداري)
منطقة هو اسم لتقسيم إداري يعتبر الأول في دول مثل المملكة العربية السعودية وتشاد وتقسيم إداري ثاني في سوريا، وقد كان هذا الوصف مستخدم أيضاً في دول عربية أخرى مثل البحرين وسلطنة عمان تقسيمًا إداري أول ثم استُبدل بالمحافظات.